# Менхир
Менхирите (от бретонски: men – камък, hir – дълъг, висок) представляват продълговати камъни, забити самостоятелно или образуващи дълги алеи.
Вероятно са свързани с култа към мъртвите. Височината на камъните варира от 1 до над 20 метра. Най-големият менхир се намира в Карнак (Бретан, Франция) и наброява 2813 камъка, подредени в 13 реда.
Известни са няколко менхира в България: до музея в Хасково, в село Побит камък в село Овчарово, в село Петокладенци, в село Стежерово, село Староселци, в Стрелча.